# Leichtathletik-Länderkampf der Frauen 1973 BR Deutschland – USA / BR Deutschland – Schweiz
| 16./17. Leichtathletik-Länderkampf mit bundesdeutscher Beteiligung 1973   | 16./17. Leichtathletik-Länderkampf mit bundesdeutscher Beteiligung 1973 |
| ------------------------------------------------------------------------- | ----------------------------------------------------------------------- |
|                                                                           |                                                                         |
| Ländervergleich der Frauen: BR Deutschland – USA BR Deutschland – Schweiz |                                                                         |
| Austragungsort                                                            | München                                                                 |
| Wettbewerbe                                                               | FRG – USA: 13 FRG – SUI: 14                                             |
| Datum                                                                     | 11/12. Juli                                                             |
| 1. FRG 2. USA                                                             | 085 Punkte 050 Punkte                                                   |
| 1. FRG 2. SUI                                                             | 188 Punkte 088 Punkte                                                   |
| Chronik                                                                   |                                                                         |
| ← FRG-USA/FRG-SUI (M)                                                     | NLD-FRG-BEL (M) →                                                       |

Die Vergleiche sechzehn und siebzehn des Länderkampfjahres 1973 trugen die bundesdeutschen Frauen aus, die wie ihre männlichen Kollegen am 11./12. Juli in München gegen die USA und die Schweiz antraten. Die Bilanz der fünf vorangegangenen Begegnungen gegen die USA lautete vier zu eins für die Bundesrepublik. Auch gegen die Schweiz war es das sechste Aufeinandertreffen, in den fünf vorherigen Vergleichen hatte ausnahmslos Deutschland vorne gelegen.

## Wettbewerbe und Modus
Auf dem Programm standen dreizehn Wettbewerbe, die das damalige olympische Frauenprogramm komplett abdeckten. Darüber hinaus wurde gegen die Schweiz auch der 3000-Meter-Lauf ausgetragen, eine Disziplin, die bei den Olympischen Spielen 1984 in Los Angeles olympisch wurde. Zwei US-Amerikanerinnen nahmen hier nur außer Konkurrenz teil. Am Start waren im Vergleich gegen die USA wie gewohnt zwei Vertreterinnen je Land und Wettbewerb, die nach dem Standardsystem gewertet wurden. In der Begegnung mit der Schweiz starteten je drei Teilnehmerinnen pro Disziplin und Land. Deshalb war je Wettbewerb eine Deutsche nur hierfür nominiert und wurde nicht gegen die USA gewertet. Diese Sportlerinnen sind nachfolgend mit * gekennzeichnet. In den Einzeldisziplinen erhielt die Siegerin sieben Punkte, die Zweite fünf, die Dritte vier, die Vierte drei Punkte usw. In den Staffeln kam die Standardwertung mit fünf zu zwei Punkten zur Anwendung.

## Ergebnis
In beiden Vergleichen war die Bundesrepublik das bessere Team.
Gegen die USA gewannen die bundesdeutschen Leichtathletinnen vier Laufwettbewerbe, die US-Vertreterinnen kamen hier zu zwei Siegen. Auch die beiden Staffeln entschied die Bundesrepublik für sich. Die Sprünge gingen eins zu eins aus. Im Bereich Wurf/Stoß war Deutschland mit zwei zu eins Disziplinerfolgen vorn. Im Endresultat besiegten die bundesdeutschen Leichtathletinnen die USA mit 85 zu fünfzig Punkten.
In der Begegnung mit der Schweiz waren die bundesdeutschen Sportlerinnen noch deutlich dominanter. Lediglich den 100-Meter-Hürdenlauf konnten die Schweizerinnen für sich verbuchen. Im Hochsprung lag darüber hinaus noch eine Athletin aus der Schweiz vor den bundesdeutschen Sportlerinnen. Doch auch diese Disziplin entschied die Bundesrepublik mit den weiteren Platzierungen für sich. So gab es mit 188 zu 88 Punkten einen überlegenen Sieg über die Schweiz.

## Legende
Kurze Übersicht zur Bedeutung der Symbolik – so üblicherweise auch in sonstigen Veröffentlichungen verwendet:
| *    | bundesdeutscher Athlet, der nur für den Wettkampf gegen die Schweiz gewertet wurde |
| DNF  | nicht im Ziel (did not finish)                                                     |
| DSQ  | disqualifiziert                                                                    |
| a.K. | außer Konkurrenz                                                                   |

## Einzelresultate

### 100 m
| Platz | Athletin             | Land | Zeit (s) | Länderkampfwertung | Länderkampfwertung |
| ----- | -------------------- | ---- | -------- | ------------------ | ------------------ |
| 1     | Annegret Richter     | FRG  | 11,48    | 1. FRG 2. USA      | 08 P 03 P          |
| 2     | Elfgard Schittenhelm | FRG  | 11,49    | 1. FRG 2. USA      | 08 P 03 P          |
| 3     | Martha Watson        | USA  | 11,59    | 1. FRG 2. USA      | 08 P 03 P          |
| 4     | Kathy Lawson         | USA  | 11,59    | 1. FRG 2. USA      | 08 P 03 P          |
| 5     | Inge Helten*         | FRG  | 11,63    | 1. FRG 2. SUI      | 16 P 06 P          |
| 6     | Doris Weber          | SUI  | 12,32    | 1. FRG 2. SUI      | 16 P 06 P          |
| 7     | Judith Hein          | SUI  | 12,34    | 1. FRG 2. SUI      | 16 P 06 P          |
| DNF   | Isabella Keller      | SUI  | verletzt | 1. FRG 2. SUI      | 16 P 06 P          |

Datum: 12. Juli

### 200 m
| Platz | Athletin             | Land | Zeit (s) | Länderkampfwertung | Länderkampfwertung |
| ----- | -------------------- | ---- | -------- | ------------------ | ------------------ |
| 1     | Jackie Thompson      | USA  | 23,08    | 1. USA 2. FRG      | 06 P 05 P          |
| 2     | Annegret Kroniger    | FRG  | 23,56    | 1. USA 2. FRG      | 06 P 05 P          |
| 3     | Inge Helten          | FRG  | 23,82    | 1. USA 2. FRG      | 06 P 05 P          |
| 4     | Theresa Montgomery   | USA  | 23,93    | 1. USA 2. FRG      | 06 P 05 P          |
| 5     | Sigrid Goydke*       | FRG  | 24,02    | 1. FRG 2. SUI      | 16 P 06 P          |
| 6     | Isabella Keller      | SUI  | 24,76    | 1. FRG 2. SUI      | 16 P 06 P          |
| 7     | Annemarie Flückinger | SUI  | 24,90    | 1. FRG 2. SUI      | 16 P 06 P          |
| 8     | Brigitte Kamber      | SUI  | 29,92    | 1. FRG 2. SUI      | 16 P 06 P          |

Datum: 11. Juli

### 400 m
| Platz | Athletin         | Land | Zeit (s) | Länderkampfwertung | Länderkampfwertung |
| ----- | ---------------- | ---- | -------- | ------------------ | ------------------ |
| 1     | Rita Wilden      | FRG  | 52,72    | 1. FRG 2. USA      | 08 P 03 P          |
| 2     | Erika Weinstein* | FRG  | 53,11    | 1. FRG 2. USA      | 08 P 03 P          |
| 3     | Christel Frese   | FRG  | 53,24    | 1. FRG 2. USA      | 08 P 03 P          |
| 4     | Vreni Leiser     | SUI  | 53,55    | 1. FRG 2. USA      | 08 P 03 P          |
| 5     | Kathy Hammond    | USA  | 54,17    | 1. FRG 2. SUI      | 16 P 06 P          |
| 6     | Chris A'Harrah   | USA  | 54,90    | 1. FRG 2. SUI      | 16 P 06 P          |
| 7     | Ursula Meyer     | SUI  | 56,07    | 1. FRG 2. SUI      | 16 P 06 P          |
| 8     | Christine Hohl   | SUI  | 62,52    | 1. FRG 2. SUI      | 16 P 06 P          |

Datum: 12. Juli

### 800 m
| Platz | Athletin           | Land | Zeit (min) | Länderkampfwertung | Länderkampfwertung |
| ----- | ------------------ | ---- | ---------- | ------------------ | ------------------ |
| 1     | Hildegard Falck    | FRG  | 2:01,4     | 1. FRG 2. USA      | 08 P 03 P          |
| 2     | Gisela Ellenberger | FRG  | 2:02,0     | 1. FRG 2. USA      | 08 P 03 P          |
| 3     | Mary Decker        | USA  | 2:02,4     | 1. FRG 2. USA      | 08 P 03 P          |
| 4     | Wendy Koenig       | USA  | 2:03,0     | 1. FRG 2. USA      | 08 P 03 P          |
| 5     | Rosemarie Balke*   | FRG  | 2:06,3     | 1. FRG 2. SUI      | 16 P 06 P          |
| 6     | Marianne Kern      | SUI  | 2:08,8     | 1. FRG 2. SUI      | 16 P 06 P          |
| 7     | Ruth Messmer       | SUI  | 2:11,8     | 1. FRG 2. SUI      | 16 P 06 P          |
| 8     | Denis Aerni        | SUI  | 2:16,3     | 1. FRG 2. SUI      | 16 P 06 P          |

Datum: 12. Juli

### 1500 m
| Platz | Athletin         | Land | Zeit (min) | Länderkampfwertung | Länderkampfwertung |
| ----- | ---------------- | ---- | ---------- | ------------------ | ------------------ |
| 1     | Ellen Tittel     | FRG  | 4:13,4     | 1. FRG 2. USA      | 07 P 04 P          |
| 2     | Francie Larrieu  | USA  | 4:17,1     | 1. FRG 2. USA      | 07 P 04 P          |
| 3     | Christa Merten   | FRG  | 4:17,5     | 1. FRG 2. USA      | 07 P 04 P          |
| 4     | Kathy Gibbons    | USA  | 4:22,4     | 1. FRG 2. USA      | 07 P 04 P          |
| 5     | Marijke Moser    | SUI  | 4:24,8     | 1. FRG 2. SUI      | 15 P 07 P          |
| 6     | Marlene Weiland* | FRG  | 4:25,7     | 1. FRG 2. SUI      | 15 P 07 P          |
| 7     | Gabriela Schiess | SUI  | 4:32,2     | 1. FRG 2. SUI      | 15 P 07 P          |
| 8     | Martha Zehnder   | SUI  | 4:38,8     | 1. FRG 2. SUI      | 15 P 07 P          |

Datum: 11. Juli

### 3000 m
| Platz | Athletin         | Land | Zeit (min) | Länderkampfwertung                                                                       | Länderkampfwertung                                                                       |
| ----- | ---------------- | ---- | ---------- | ---------------------------------------------------------------------------------------- | ---------------------------------------------------------------------------------------- |
| 1     | Gerda Ranz       | FRG  | 09:20,2    | Für den Länderkampf BR Deutschland gegen die USA wurde dieser Wettbewerb nicht gewertet. | Für den Länderkampf BR Deutschland gegen die USA wurde dieser Wettbewerb nicht gewertet. |
| 2     | Christa Merten   | FRG  | 09:31,6    | Für den Länderkampf BR Deutschland gegen die USA wurde dieser Wettbewerb nicht gewertet. | Für den Länderkampf BR Deutschland gegen die USA wurde dieser Wettbewerb nicht gewertet. |
| 3     | Marijke Moser    | SUI  | 09:38,8    | Für den Länderkampf BR Deutschland gegen die USA wurde dieser Wettbewerb nicht gewertet. | Für den Länderkampf BR Deutschland gegen die USA wurde dieser Wettbewerb nicht gewertet. |
| 4     | Manuela Preuß    | FRG  | 09:48,0    | Für den Länderkampf BR Deutschland gegen die USA wurde dieser Wettbewerb nicht gewertet. | Für den Länderkampf BR Deutschland gegen die USA wurde dieser Wettbewerb nicht gewertet. |
| 5     | Gabriela Schiess | SUI  | 10:03,8    | 1. FRG 2. SUI                                                                            | 15 P 07 P                                                                                |
| 6     | Silvia Pecka     | SUI  | 10:25,2    | 1. FRG 2. SUI                                                                            | 15 P 07 P                                                                                |
| a.K.  | Francie Larrieu  | USA  | 09:16,0    | 1. FRG 2. SUI                                                                            | 15 P 07 P                                                                                |
| a.K.  | Kathy Gibbons    | USA  | 09:28,2    | 1. FRG 2. SUI                                                                            | 15 P 07 P                                                                                |

Datum: 12. Juli

### 100 m Hürden
| Platz | Athletin            | Land | Zeit (s)             | Länderkampfwertung | Länderkampfwertung |
| ----- | ------------------- | ---- | -------------------- | ------------------ | ------------------ |
| 1     | Patty Johnson       | USA  | 13,32                | 1. USA 2. FRG      | 06 P 05 P          |
| 2     | Meta Antenen        | SUI  | 13,58                | 1. USA 2. FRG      | 06 P 05 P          |
| 3     | Uta Nolte           | FRG  | 13,69                | 1. USA 2. FRG      | 06 P 05 P          |
| 4     | Elfi Meierholz      | FRG  | 13,77                | 1. USA 2. FRG      | 06 P 05 P          |
| 5     | Debby Lansky        | USA  | 13,81                | 1. SUI 2. FRG      | 12 P 09 P          |
| 6     | Nanette Furgine     | SUI  | 15,11                | 1. SUI 2. FRG      | 12 P 09 P          |
| 7     | Franzi Dölker       | SUI  | 15,14                | 1. SUI 2. FRG      | 12 P 09 P          |
| DSQ   | Marlies Koschinski* | FRG  | Verlassen ihrer Bahn | 1. SUI 2. FRG      | 12 P 09 P          |

Datum: 11. Juli

### 4 × 100 m Staffel
| Platz | Besetzung      | Land                                                                | Zeit (s) | Länderkampfwertung | Länderkampfwertung |
| ----- | -------------- | ------------------------------------------------------------------- | -------- | ------------------ | ------------------ |
| 1     | BR Deutschland | Elfgard Schittenhelm Inge Helten Annegret Richter Annegret Kroniger | 43,09    | 1. FRG 2. USA      | 5 P 2 P            |
| 2     | USA            | Martha Watson Madeline Render Jackie Thompson Kathy Lawson          | 43,72    | 1. FRG 2. SUI      | 5 P 2 P            |
| 3     | Schweiz        | Doris Weber Annemarie Flückinger Judith Hein Regina Scheidegger     | 47,49    | 1. FRG 2. SUI      | 5 P 2 P            |

Datum: 12. Juli

### 4 × 400 m Staffel
| Platz | Besetzung      | Land                                                        | Zeit (min) | Länderkampfwertung | Länderkampfwertung |
| ----- | -------------- | ----------------------------------------------------------- | ---------- | ------------------ | ------------------ |
| 1     | BR Deutschland | Erika Weinstein Christel Frese Hildegard Falck Rita Wilden  | 3:29,5     | 1. FRG 2. USA      | 5 P 2 P            |
| 2     | USA            | Chris A'Harrah Debra Sapenter Gail Fitzgerald Kathy Hammond | 3:33,6     | 1. FRG 2. SUI      | 5 P 2 P            |
| 3     | Schweiz        | Ursula Meyer Vreni Leiser Brigitte Kamber Christine Hohl    | 3:38,2     | 1. FRG 2. SUI      | 5 P 2 P            |

Datum: 11. Juli

### Hochsprung
| Platz | Athletin        | Land | Zeit (m) | Länderkampfwertung | Länderkampfwertung |
| ----- | --------------- | ---- | -------- | ------------------ | ------------------ |
| 1     | Ellen Mundinger | FRG  | 1,79     | 1. FRG 2. USA      | 08 P 03 P          |
| 2     | Renate Gärtner* | FRG  | 1,79     | 1. FRG 2. USA      | 08 P 03 P          |
| 3     | Ulrike Meyfarth | FRG  | 1,79     | 1. FRG 2. USA      | 08 P 03 P          |
| 4     | Karin Moller    | USA  | 1,70     | 1. FRG 2. USA      | 08 P 03 P          |
| 4     | Doris Bisang    | SUI  | 1,70     | 1. FRG 2. SUI      | 16 P 06 P          |
| 6     | Bea Graber      | SUI  | 1,70     | 1. FRG 2. SUI      | 16 P 06 P          |
| 7     | Deanne Wilson   | USA  | 1,65     | 1. FRG 2. SUI      | 16 P 06 P          |
| 8     | Josianne Ducret | SUI  | 1,65     | 1. FRG 2. SUI      | 16 P 06 P          |

Datum: 12. Juli

### Weitsprung
| Platz | Athletin        | Land | Zeit (m) | Länderkampfwertung | Länderkampfwertung |
| ----- | --------------- | ---- | -------- | ------------------ | ------------------ |
| 1     | Martha Watson   | USA  | 6,53     | 1. USA 2. FRG      | 06 P 05 P          |
| 2     | Meta Antenen    | SUI  | 6,43     | 1. USA 2. FRG      | 06 P 05 P          |
| 3     | Heide Rosendahl | FRG  | 6,33     | 1. USA 2. FRG      | 06 P 05 P          |
| 4     | Edda Trocha     | FRG  | 6,20     | 1. USA 2. FRG      | 06 P 05 P          |
| 5     | Willys White    | USA  | 6,       | 1. FRG 2. SUI      | 12 P 10 P          |
| 6     | Christa Köhler* | FRG  | 5,94     | 1. FRG 2. SUI      | 12 P 10 P          |
| 7     | Ursula Fontana  | SUI  | 5,87     | 1. FRG 2. SUI      | 12 P 10 P          |
| 8     | Isabella Lusti  | SUI  | 5,86     | 1. FRG 2. SUI      | 12 P 10 P          |

Datum: 11. Juli

### Kugelstoßen
| Platz | Athletin              | Land | Zeit (m) | Länderkampfwertung | Länderkampfwertung |
| ----- | --------------------- | ---- | -------- | ------------------ | ------------------ |
| 1     | Maren Seidler         | USA  | 15,52    | 1. USA 2. FRG      | 06 P 05 P          |
| 2     | Brigitte Berendonk    | FRG  | 15,50    | 1. USA 2. FRG      | 06 P 05 P          |
| 3     | Sigrun Kofink         | FRG  | 15,09    | 1. USA 2. FRG      | 06 P 05 P          |
| 4     | Denise Wood           | USA  | 14,80    | 1. USA 2. FRG      | 06 P 05 P          |
| 5     | Anne-Chatrine Rühlow* | FRG  | 14,69    | 1. FRG 2. SUI      | 16 P 06 P          |
| 6     | Edith Anderes         | SUI  | 14,19    | 1. FRG 2. SUI      | 16 P 06 P          |
| 7     | Ursula Schättin       | SUI  | 13,94    | 1. FRG 2. SUI      | 16 P 06 P          |
| 8     | Verena Roth           | SUI  | 13,71    | 1. FRG 2. SUI      | 16 P 06 P          |

Datum: 11. Juli

### Diskuswurf
| Platz | Athletin              | Land | Zeit (m) | Länderkampfwertung | Länderkampfwertung |
| ----- | --------------------- | ---- | -------- | ------------------ | ------------------ |
| 1     | Liesel Westermann     | FRG  | 58,36    | 1. FRG 2. USA      | 08 P 03 P          |
| 2     | Brigitte Berendonk    | FRG  | 56,90    | 1. FRG 2. USA      | 08 P 03 P          |
| 3     | Rita Pfister          | SUI  | 52,30    | 1. FRG 2. USA      | 08 P 03 P          |
| 4     | Anne-Chatrine Rühlow* | FRG  | 52,00    | 1. FRG 2. USA      | 08 P 03 P          |
| 5     | Vivian Turner         | USA  | 45,62    | 1. FRG 2. SUI      | 15 P 07 P          |
| 6     | Monette Driscoll      | USA  | 44,76    | 1. FRG 2. SUI      | 15 P 07 P          |
| 7     | Monika Iten           | SUI  | 43,00    | 1. FRG 2. SUI      | 15 P 07 P          |
| 8     | Edith Anderes         | SUI  | 41,82    | 1. FRG 2. SUI      | 15 P 07 P          |

Datum: 12. Juli

### Speerwurf
| Platz | Athletin          | Land | Zeit (m) | Länderkampfwertung | Länderkampfwertung |
| ----- | ----------------- | ---- | -------- | ------------------ | ------------------ |
| 1     | Ameli Koloska     | FRG  | 56,82    | 1. FRG 2. USA      | 08 P 03 P          |
| 2     | Christa Peters    | FRG  | 52,82    | 1. FRG 2. USA      | 08 P 03 P          |
| 3     | Barbara Pickel    | USA  | 50,18    | 1. FRG 2. USA      | 08 P 03 P          |
| 4     | Almut Brömmel*    | FRG  | 47,10    | 1. FRG 2. USA      | 08 P 03 P          |
| 5     | Debbie L'Angevain | USA  | 46,88    | 1. FRG 2. SUI      | 16 P 06 P          |
| 6     | Klara Ullrich     | SUI  | 45,14    | 1. FRG 2. SUI      | 16 P 06 P          |
| 7     | Bettina Meyer     | SUI  | 41,94    | 1. FRG 2. SUI      | 16 P 06 P          |
| 8     | Carla Wächter     | SUI  | 41,14    | 1. FRG 2. SUI      | 16 P 06 P          |

Datum: 11. Juli